# PKO Bank Polski

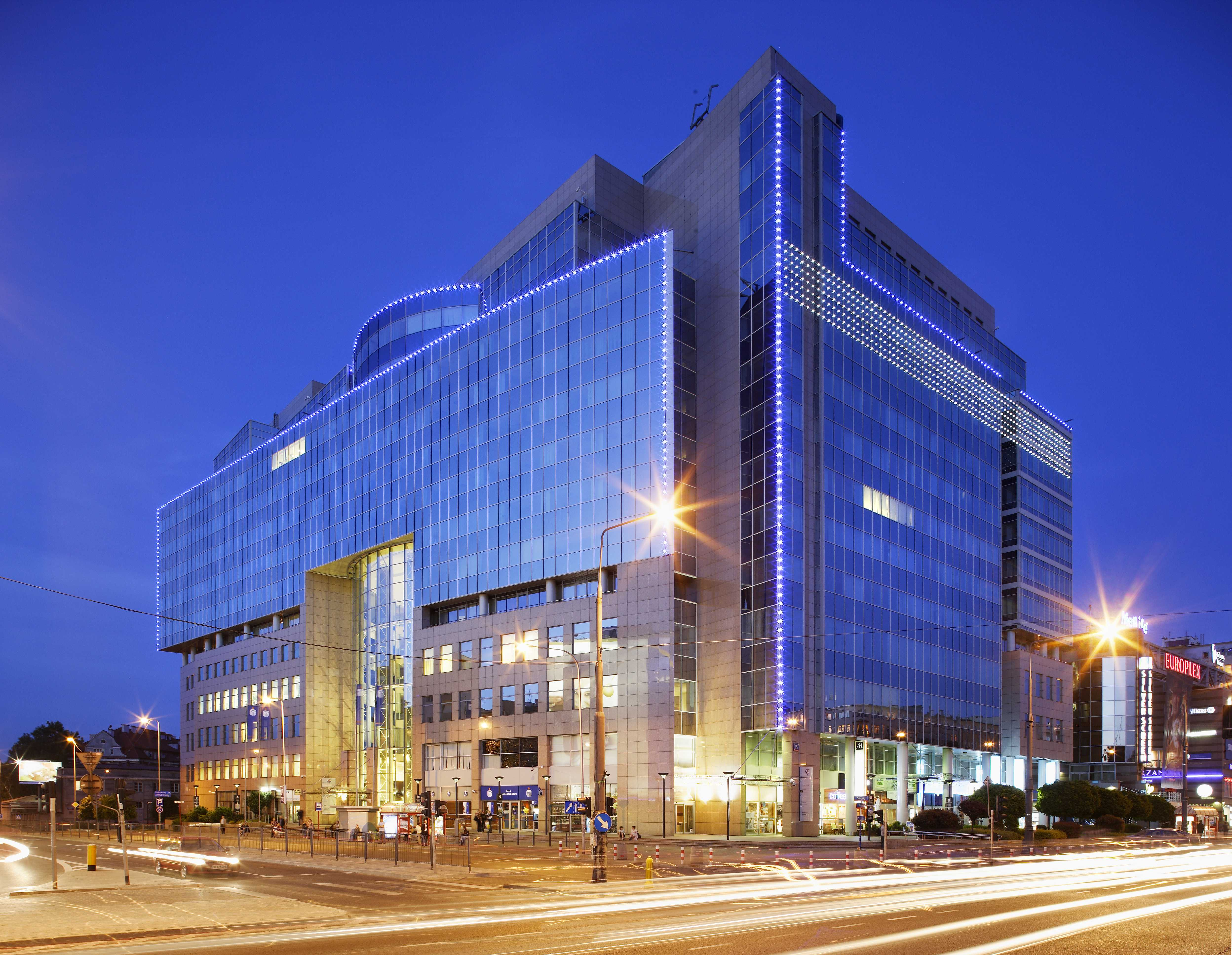
Головний офіс у Варшаві

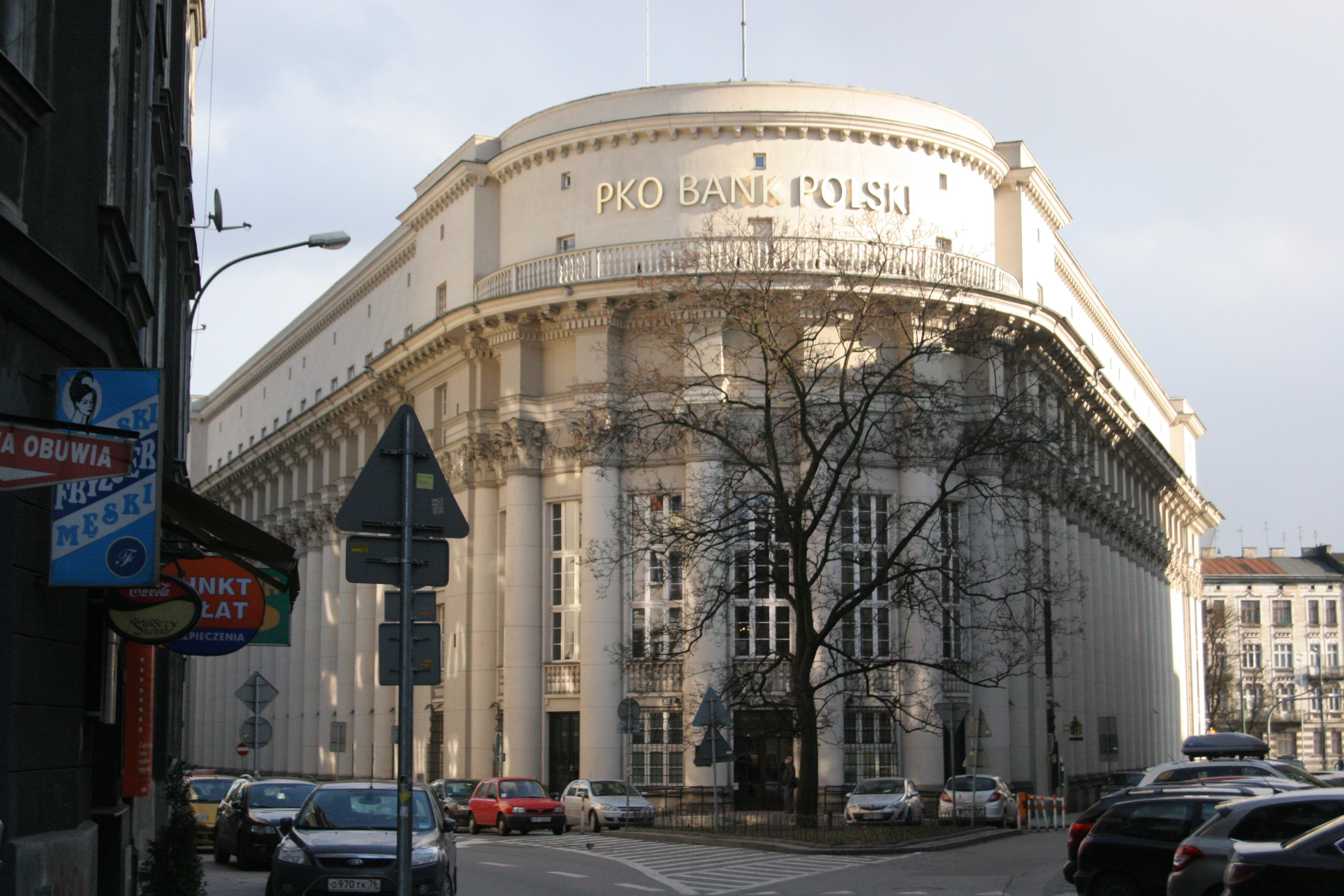
Банк PKO у Кракові

PKO Bank Polski (пол. Powszechna Kasa Oszczędności Bank Polski, PKO BP) — найбільший банк Польщі. Разом із PKN Orlen та Biedronka складав трійку найдорожчих польських брендів у 2013р.
Банку PKO BP належить 100 % акцій українського Кредобанку.

## Історія
Заснований 8 лютого 1919 указом глави держави Юзефа Пілсудського як Pocztowa Kasa Oszczędności. Першим директором банку був призначений 28 грудня 1918 міністр пошти і телеграфів Губерт Лінде (пол. Hubert Linde).
З часом банк організував штаб-квартиру у Варшаві та відділення банку в Кракові, Львові (який тоді був у складі Другої Польської Республіки), Лодзі, Познані та Катовицях. Основною метою PKO було введення в обіг замість польського злотого польських марок.
1920 року став державною установою.
Під час Другої світової війни, в 1939—1944, банк перебував під управлінням німців.
У квітні 1945 діяльність банку була відновлена.
У 1949—1950 PKO перетворена в Powszechna Kasa Oszczędności.
1974 року став відкривати поточні рахунки для фізичних осіб.
З 1975 по 1987 PKO працював під управлінням Національного банку Польщі.
1987 року знову став незалежним банком, змінивши свою назву на Powszechna Kasa Oszczędności Bank Państwowy (PKO BP).
12 квітня 2000 року реорганізований в акціонерне товариство під назвою Powszechna Kasa Oszczędności Bank Polski Spółka Akcyjna (PKO Bank Polski SA), яке 10 листопада 2004 вийшло на Варшавську фондову біржу. Цього ж року PKO BP придбав контрольний пакет акцій українського Кредобанку.

## Фінансові показники
| Рік  | Чистий прибуток (млрд злотих) | Активи (млрд злотих) |
| ---- | ----------------------------- | -------------------- |
| 2016 | 2,888                         | 273,0                |
| 2015 | 2,571                         | 262,4                |
| 2014 | 3,079                         | 243,8                |
| 2013 | 3,234                         | 196,3                |
| 2012 | 3,738                         | 193,2                |
| 2011 | 3,807                         | 190,7                |
| 2010 | 3,311                         | 167,2                |
| 2009 | 2,432                         | 153,7                |
| 2008 | 2,881                         | 131,2                |
| 2007 | 2,720                         | 105,3                |
| 2006 | 2,047                         | 99,8                 |
| 2005 | 1,676                         | 90,3                 |
| 2004 | 1,872                         | 85,1                 |
| 2003 | 1,228                         | 84,4                 |
| 2002 | 1,051                         | 82,0                 |